# Rakkeby Sogn (Hjørring Kommune)
 For alternative betydninger, se Rakkeby Sogn. (Se også artikler, som begynder med Rakkeby Sogn)
Rakkeby Sogn er et sogn i Hjørring Søndre Provsti (Aalborg Stift). 
I 1800-tallet var Rakkeby Sogn i Børglum Herred anneks til Harritslev Sogn i Vennebjerg Herred. Begge herreder hørte til Hjørring Amt. Harritslev-Rakkeby sognekommune blev ved kommunalreformen i 1970 indlemmet i Løkken-Vrå Kommune, som ved strukturreformen i 2007 indgik i Hjørring Kommune. 
I Rakkeby Sogn ligger Rakkeby Kirke.
I sognet findes følgende autoriserede stednavne:
- Holmen (bebyggelse)
- Hæstrup Stationsby (bebyggelse)
- Nymark (bebyggelse)
- Rakkeby (bebyggelse, ejerlav)
- Rakkeby Hede (bebyggelse)
- Rakkeby Å (vandareal)
- Snarup (bebyggelse, ejerlav)